# Maurice Bizard
Pour les articles homonymes, voir Bizard.
Maurice Bizard, né le 30 novembre 1726 à Saumur et mort le 20 juillet 1804 à Saumur, est un avocat et homme politique français, maire de Saumur, député du tiers état aux États généraux et à l'Assemblée constituante. 

## Biographie
Fils d'Alphonse Bizard, avocat à Saumur, et de Marie Charon, Maurice Bizard commence une carrière militaire et devient officier des Dragons. Il cesse cette carrière après une blessure lors de la Bataille de Lauffeld en 1747. Il embrasse alors la carrière d'avocat. Dans sa famille, on était magistrat de père en fils depuis quatorze générations. Par la suite il devient législateur puis bâtonnier. 
Il est également sénéchal de Saint-Florent, lieutenant de maire (premier adjoint) à Saumur de 1762 à 1768, puis maire de Saumur de 1768 à 1776. En 1781, il est nommé procureur impérial près le tribunal de première instance de Saumur. Il devient député du tiers état aux États généraux, député de l'Assemblée constituante de juillet 1789 à septembre 1791. Le 20 juin 1789, il participe et signe, en tant que député du tiers état, avec son confrère Jean-Étienne de Cigongne, le serment du Jeu de Paume. 
Marié à  Perrine Marguerite Maupassant (sœur de Louis-Charles-César Maupassant) puis à Marie Marthe Sophie Gallichon de Courchamps, il a un fils, Maurice-Augustin Bizard (1781-1848) magistrat et député des Cent-Jours. 
Maurice Bizard meurt le 20 juillet 1804 à l'âge de 77 ans.